# Erroll Fraser
Erroll Canute Fraser (* 30. Juli 1950 in New York City; † 24. Dezember 2002 auf Ginger Island) war ein Eisschnellläufer von den Britischen Jungferninseln.

## Karriere
Fraser war der erste Athlet in der olympischen Geschichte von den Britischen Jungferninseln, der bei Olympischen Winterspielen teilnahm. Fraser startete bei den Spielen 1984 in Sarajevo im Eisschnelllauf. Im Rennen über 500 m belegte er den 40. und über 1000 m den 42. Platz.